# محله هوایی درای کریک
محله هوایی درای کریک (به انگلیسی: Dry Creek Airpark) یک فرودگاه خصوصی است که یک باند فرود آسفالت دارد و طول باند آن ۹۱۴ متر است. این فرودگاه در شهر پرینویل، اورگن کشور ایالات متحده آمریکا قرار دارد و در ارتفاع ۱۱۰۴ متری از سطح دریا واقع شده‌است.